# Кабрије
Кабрије (фр. Cabriès) је насељено место у Француској у региону Прованса-Алпи-Азурна обала, у департману Ушће Роне.
По подацима из 2011. године у општини је живело 8800 становника, а густина насељености је износила 240,77 становника/km².

## Демографија
| 1962. | 1968. | 1975. | 1982. | 1990. | 2011. |
| ----- | ----- | ----- | ----- | ----- | ----- |
| 1.614 | 2.109 | 3.328 | 6.120 | 7.720 | 8.800 |